# The Feelies
The Feelies é uma banda de pós-punk norte-americana, formada em 1976 na cidade de Haledon, Nova Jersey, por Bill Million e Glenn Mercer; estudantes da mesma escola. Foram para Nova Iorque para gravar o seu debut, Crazy Rhythms, de 1980. O Allmusic cita que "das incontáveis bandas que emergiram na cena underground nova-iorquina na época do pós-punk, poucas foram tão influentes e originais como os nerds, nervosos e barulhentos, The Feelies".

## História

### 1976-1980: Início, Crazy Rhythms
Segundo sua biografia na página oficial, em Haledon, Nova Jersey, Glenn Mercer (guitarra e vocais) e Bill Million (baixo e vocais) tocavam numa banda chamada The Outkids com o baterista Dave Weckerman; quando conhecem, em 1976, Keith Clayton (baixo) e Vinnie DeNunzio (bateria). Bill resolveu fazer então o ritmo da guitarra e Dave foi para a percussão. Denominam a banda de The Feelies por influência da obra Admirável Mundo Novo, do escritor Aldous Huxley.
Vinnie DeNunzio deixa o grupo e é substituído por Anton Fier em 1978, mesmo ano em que a revista Village Voice publica artigo não assinado afirmando que o The Feelies é "a melhor banda underground em Nova Iorque". No ano seguinte preparam seu single com "Raised Eyebrows" e "Fa Cé La" pela Rough Trade. Segundo o Allmusic, "eles recusam trabalhar com produtores externos, prejudicando suas esperanças de assinar com uma grande gravadora". Crazy Rhythms é lançado pela Stiff Records em 1980. Sobre o disco, Ned Raggett, do Allmusic, cita que "mesmo a capa é vencedora, com uma aparência de desbotada que grita a 'new wave' através dos óculos protegidos por aros de chifre"..."porém, se fosse tudo aparência, Crazy Rhythms faz tempo seria descartado como relíquia do início da década. Mas isto é exatamente o que este álbum não é desde as suaves linhas de percussão que precedem o salto energético da apropriadamente intitulada "The Boy With the Perpetual Nervousness"... e comenta: ”a banda oferece sete músicas originais mais a cover de "Everybody's Got Something to Hide" dos Beatles. O mesmo crítico ainda aponta que "Fier é a arma secreta da banda, capaz de tocar batidas em linha reta, mas visando a uma seca e estranha batida que atualiza o transe do The Velvet Underground e do krautrock". A página I Heard In comenta que, em seus sete minutos de duração, "Forces at Work" canaliza em si uma espécie de versão power pop do Wire. Depois, quando o grupo assinou com a A&M Records, foi incluída uma cover de "Paint It, Black", dos Stones, gravada posteriormente. O site oficial relata o silêncio não convencional entre as músicas e o som de guitarra maravilhoso desta gravação. "Crazy Rhythms é uma obra-prima que influenciou muitos músicos". Dentre as bandas que esta obra influenciou, um nome de destaque é o R.E.M. de Peter Buck, produtor de seu próximo disco. Porém, gostavam de fazer poucos shows ao vivo, o disco de estréia não vendeu muito bem e a Stiff não apreciou a banda, que também não apreciou a Stiff. Tais problemas culminaram com o desagrado, por parte da gravadora, de seu novo material; uma demo com várias gravações que mais tarde apareceriam em The Good Earth.

### 1986-1991: The Good Earth, Only Life, Time For a Witness, fim
Entre 1980 e 1985 Keith Clayton e Anton Fier deixam o grupo (Fier depois monta o The Golden Palominos), que apenas lançaria novo álbum seis anos após. A biografia em sua página oficial afirma que "ninguém ouviu falar de nada oficial do The Feelies por cinco anos; no entanto, por este período continuaram ativos com novos projetos. O primeiro deles foi o The Willies e posteriormente o The Trypes, que começou a tocar com Brenda Sauter (baixo) e Stanley Demeski (bateria)". Este último projeto lançou um EP com quatro músicas, chamado The Explorers Hold, em 1984.
Agora, com Brenda e Stanley, retornam como The Feelies em 1985 e lançam The Good Earth, pela Coyote Records, em 1986; com produção de Peter Buck e da banda, que afirma em sua página que "Buck teve muito pouco a haver com a produção que, como sempre, esteve a cargo de Bill e Glenn". Em resenha sobre The Good Earth, o Allmusic cita que "Bill Million e Glenn Mercer soam como se habitassem o mesmo corpo tocando duas guitarras". O site oficial alardeia: "um registro muito bom, de qualquer forma; assim como No One Knows, um EP do final do ano de 1986 com covers de, "She Said She Said" dos The Beatles e "Sedan Delivery" de Neil Young. Também em 1986 os Feelies tiveram oportunidade de trabalhar como o diretor Jonathan Demme no filme Something Wild, fazendo uma pequena aparição como The Willies. A página 'tt.net' cita que a banda toca cinco músicas nas cenas, incluindo "Loveless Love" de Crazy Rhythms e uma versão do clássico "I’m a Believer" de Neil Diamond.
Iniciaram um projeto paralelo conhecido por Yung Wu, que fez seu único disco em 1987, Shore Leave, contendo sete músicas originais e três covers. A formação é a mesma do The Feelies acrescida de John Baumgartner nos teclados, enquanto Dave Weckerman passa para autor e cantor das músicas. Segundo o Allmusic, a aparaição no filme e a apreciação de The Good Earth por parte da crítica os fez assinarem com a A&M Records.
Em 1988 sai o disco Only Life pela A&M. A banda afirma em seu site que "o som é de alguma forma a fusão dos dois primeiros registros, com guitarras mais elétricas e uma percussão mais difícil, mas também com a atmosfera tranquila do antecessor. Um registro maravilhoso". Sobre o disco o Allmusic comenta que finaliza com uma cover de "What Goes On" do The Velvet Underground. E a banda coloca que "o The Feelies fez uma turnê cruzando o país com Lou Reed". Infelizmente, pouco depois, a A&M foi comprada pela PolyGram, uma grande corporação, que não teve muito interesse na gestão deles. Mesmo assim entraram em estúdio com um orçamento maior para a realização do próximo álbum.
Time For a Witness foi gravado e mixado no final de 1990 e lançado em 1991 pela A&M. O texto na biografia do site oficial cita que pela primeira vez a banda foi convencida pelo seu empresário. Estavam tocando em espaços maiores do que deveriam, já que não estavam famosos o suficiente para preenchê-los. Isto causava muita frustração. De acordo com sua biografia no Allmusic, em 5 de julho daquele ano o The Feelies se reunira no Maxwell's, em Hoboken, Nova Jersey, para um show final. Logo após, Bill Million perde o interesse por música e se muda para a Flórida com sua família, sem dizer aos outros companheiros e nem deixar um endereço postal.
A banda fica inativa por quase dezessete anos, enquanto seus integrantes se envolvem em projetos como Luna, Speed the Plough, Wild Carnation, Wake Ooloo, True Wheel e Sunburst, além de lançarem alguns discos solo.

### 2008-2011: Retorno, Here Before
Os primeiros indícios de retorno foram após um show do Yung Wu em 2001. Glenn e Bill haviam falado sobre a possibilidade de um encontro até que, em 2008, o guitarrista Thurston Moore, do Sonic Youth, perguntou-lhes sobre a possibilidade de abrirem um show deles em 4 de julho no festival River to River da cidade de Nova Iorque. De acordo com sua página oficial, em 30 de junho do mesmo ano tocam no Maxwell, em Hoboken. Foram os primeiro show em dezessete anos com a já clássica linha de cinco membros: Bill, Brenda, Dave, Glenn e Stan. Este primeiro concerto foi seguido por mais dois no mesmo local e um em Manhattan, a 4 de julho. A partir de então a banda tocou ao vivo com bastante regularidade quatro vezes por ano, principalmente na área de NY/NJ; mas também em Boston, Washington e Chicago. Também em 2008, segundo o Pitchfork, a banda tocou inteiro o disco Crazy Rhythms no festival All Tomorrow's Parties, por ocasião dos relançamentos dos dois primeiros álbums em CD digipak pela Bar/None Records em 8 de setembro de 2009.
Pela Bar/None Records também é lançado em 2011 Here Before, o disco resultante de seu retorno. Em resenha do próprio selo está escrito que "após dezenove anos os Feelies estão de volta com Here Before".

## Discografia

### Álbuns de estúdio
- Crazy Rhythms (1980) – Stiff Records
- The Good Earth (1986) – Coyote Records / Twin Tone Records
- Only Life (1988) – A&M Records
- Time For a Witness (1991) – A&M Records
- Here Before (2011) – Bar/None Records

### EP
- No One Knows (1986) – Coyote Records / Twin Tone Records